# 치즈 샌드위치

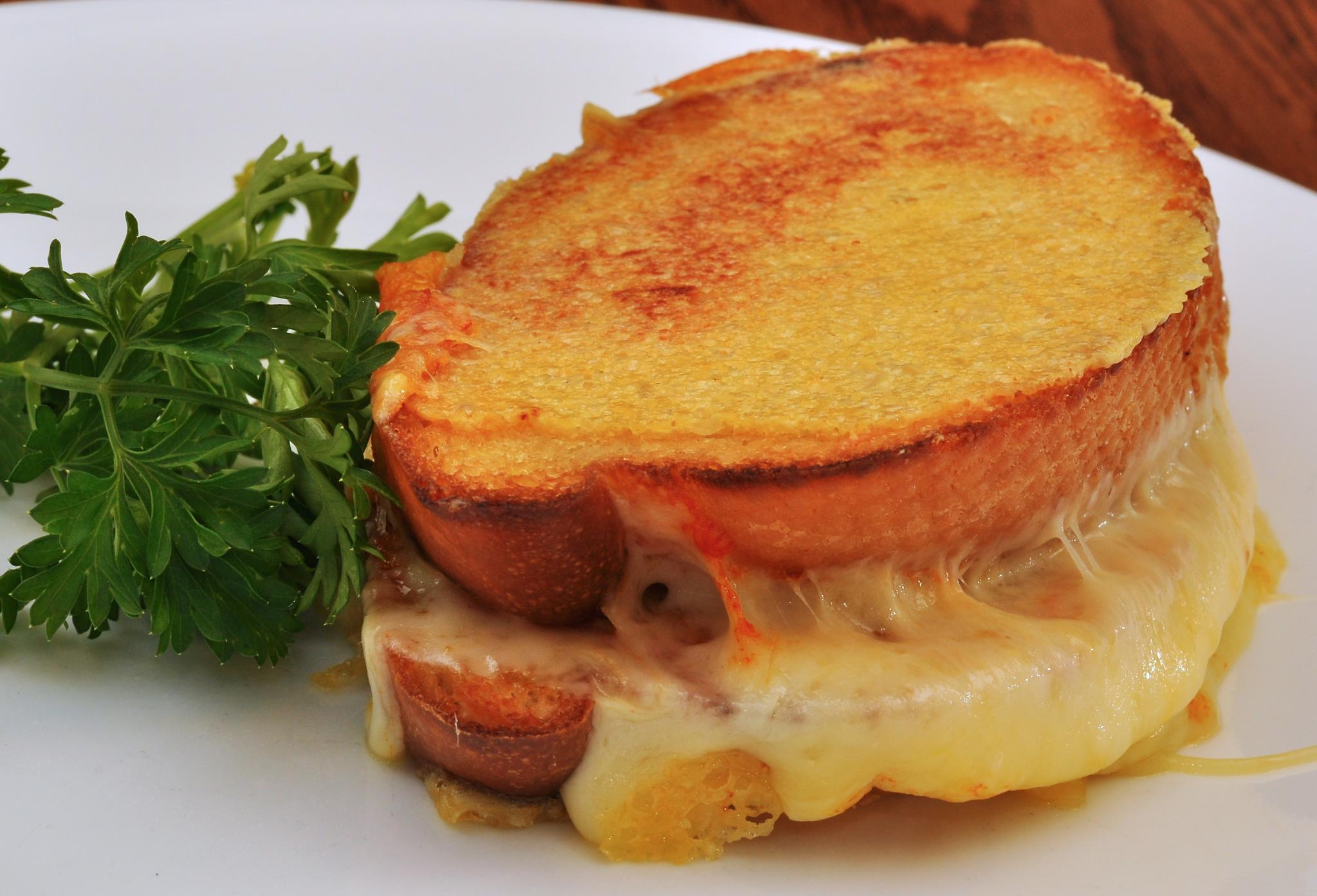
치즈 샌드위치

치즈 샌드위치(cheese sandwich)는 치즈를 넣은 샌드위치이다.

## 같이 보기
- 샌드위치 목록